# Ватикано-греческие отношения
Ватикано-греческие отношения дипломатического характера ведут свой отсчёт с 1980 года. Святой Престол тогда учредил Апостольскую нунциатуру в столице Греции Афинах. Посол Греции при Святом Престоле сначала проживал в Париже, где одновременно был аккредитован во Франции; но в 1988 году было создано отдельное посольство Греции при Святом Престоле, расположенное в Риме.
В мае 2001 года Папа Иоанн Павел II совершил визит в Грецию.

## История
Великий раскол разделил средневековый христианский мир на православных и католиков. Отношения между Востоком и Западом долгое время были омрачены политическими и церковными разногласиями и богословскими спорами.

### Экуменические отношения
Отношения с Грецией во многом связаны с экуменическими отношениями с Греческой православной церковью и Греческим Вселенским Патриархом Константинопольским. В 2007 году Вселенский Патриарх Варфоломей одобрил Равеннскую декларацию, католическо-православный документ, касающийся Священного Кинота, хотя в будущем будут проводиться обсуждения компактного церковного осуществления папского верховенства.

### Миграционный кризис
В 2016 году Папа Франциск совершил широко разрекламированный визит на греческий остров Лесбос, чтобы встретиться с мигрантами и беженцами. Лесбос был домом для многих мигрантов и беженцев, спасшихся от войны и насилия на Ближнем Востоке и в Северной Африке.